# Ronan Wantenaar
Ronan Z. Wantenaar (* 10. Februar 2001) ist ein namibischer Schwimmer und einer der erfolgreichsten seines Landes.
Wantenaar nahm sowohl an den Weltmeisterschaften 2017 als auch an den Weltmeisterschaften 2019 teil. Bei den Commonwealth Games 2022 ging er ebenso für Namibia an den Start. Auch an den Kurzbahnweltmeisterschaften 2018, 2021 und 2022 nahm Wantenaar teil.
Bei den Afrikaspielen 2023 gewann Wantenaar über die 100 m Brust Gold und über die doppelte Distanz Silber. Bei den Singapore National Swimming Championships in Singapur gewann Wantenaar im Juni 2024 Gold über die 50 Meter Brust sowie Silber über die 100 Meter. Bei den Schwimmweltmeisterschaften 2025 in Singapur erreichte Wantenaar mit neuem namibischen Rekord in 26,94 s über 50 m Brust den 18. Platz.
Er hält diverse namibische Schwimmrekorde.